# Université de Brandon
L'Université de Brandon est une université publique canadienne basée à Brandon au Manitoba. Ses équipes sportives portent le nom de Bobcats.

## Histoire

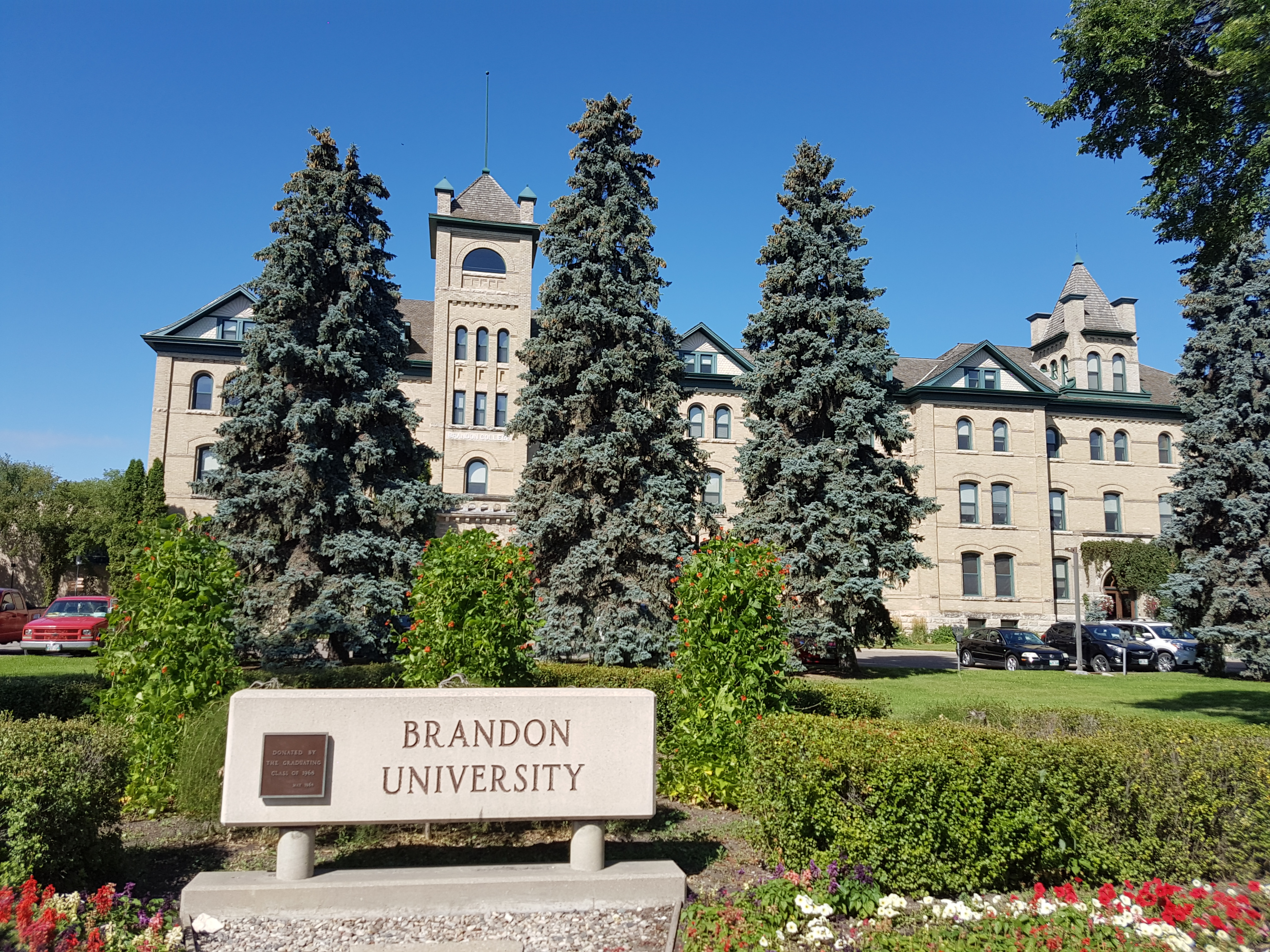
Clark Hall, sur le campus.

L'université a ses origines dans la McKee’s Academy, fondée en 1890 par la Canadian Baptists of Western Canada (membre des Ministères baptistes canadiens) . En 1899, l’école a pris le nom de Brandon College. De 1911 à 1928, elle a été affiliée avec la McMaster University. En 1938, le Brandon College est devenu non confessionnel et affilié avec l’Université du Manitoba. En 1967, elle est devenue une université . Pour l'année 2018-2019, elle comptait 3 662 étudiants .